# Serhiy Shaptala
Serhiy Oleksandrovych Shaptala (em ucraniano: Сергій Олександрович Шаптала Олександрович Шаптала) ;  Kostiantynivka, 5 de fevereiro de 1973) é um oficial militar ucraniano que serviu como Chefe do Estado-Maior de 2021 a 2024, ocupando o posto de Tenente-general.
Em 2015, ele foi condecorado com o título de Herói da Ucrânia pelo presidente Petro Poroshenko por seu comando da 128ª Brigada de Assalto em Montanha durante a Batalha de Debaltseve.
Durante a invasão russa da Ucrânia em 2022, Shaptala disse que as defesas aéreas ucranianas abateram um Il-76 russo, e compartilhou imagens de vídeo de um Bayraktar TB2 ucraniano atingindo alvos russos.

## Prêmios
- Ordem de Bohdan Khmelnytsky 3ª classe (26 de fevereiro de 2015)[6]
- Herói da Ucrânia com a Ordem da Estrela de Ouro (18 de fevereiro de 2015)[7]